# 30 квітня
30 квітня — 120-й день року (121-й у високосні роки) в григоріанському календарі. До кінця року залишається 245 днів.

## Свята і пам'ятні дні

### Міжнародні
- Всесвітній день мобільності та доступності.
- ООН: Міжнародний день джазу
- День зачіски.

### Національні
- Україна: День прикордонника України
- В'єтнам: День перемоги
- Мексика: День дитини
- Нідерланди: День королеви
- Швеція: День короля
- Парагвай: День вчителя
- Таїланд: День захисту прав споживачів.
- Грузія: День збройних сил.
- Пакистан: День мучеників.
- Іран: Національний день Перської затоки.
- Франція: Свято Іноземного легіону.
- США: День честі. День штату Луїзіана. День вівсяного печива і День родзинок. День притулку для домашніх тварин.

### Релігійні

#### Християнство
Католицька церква: День Святої Пія V, Папи Римського.

 Православна церква:
- Апостола Якова Зеведєєва.
- Святителя Доната, єпископа Єврії.
- Знайдення мощей свяшенномученика Василія, єпископа Амасійського.
- Знайдення мощей свтятителя Микити, єпископа Новгородського.
- Мученика Максима.

### Іменини
✙ Православні: Яків, Василь, Микита, Максим
✝  Католицькі:

## Події
- 711 — військо Таріка бен Зіяда висадилось на узбережжі Іспанії, почавши її завоювання.
- 1803 — США купили Луїзіану у Франції за 15 млн доларів.
- 1838 — Нікарагуа відокремилася від Центральноамериканської Федерації.
- 1840 — петербурзький цензор П.Корсаков підписав квиток на видачу «Кобзаря» Т.Шевченка з друкарні Є. Фішера. День виходу в світ першого твору Кобзаря.
- 1854 — відкриття першої залізниці в Бразилії.
- 1863 — почалася битва під Чанселорсвіллом.
- 1900 — анексія Гавайських островів Сполученими Штатами.
- 1905 — російський імператор Микола II підписав указ про свободу віросповідання.
- 1918 — Миколу Василенка призначено отаманом (Головою Ради Міністрів) гетьмана Скоропадського.
- 1977 — британський рок-гурт Led Zeppelin встановив світовий рекорд з відвідуваності концертів. У Понтіаку (передмістя Детройта), число слухачів становило 76 299 людей.
- 1999 — у зв'язку з виконанням свого мандату в Україні завершила роботу місія ОБСЄ.
- 2018 — АТО на сході України було змінене на Операцію Об'єднаних сил.

## Народились
Дивись також Категорія:Народились 30 квітня
- 1310 — Казимир Великий, Король Польщі і Русі з династії П'ястів.
- 1504 — Франческо Приматіччо, французький художник, архітектор, скульптор доби маньєризму.
- 1777 — Карл Фрідріх Гаусс, німецький математик і астроном.
- 1848 — Олександра Єфименко, український історик і етнограф.
- 1850 — Єронім Ясинський, письменник, перекладач, літературний критик українського походження.
- 1863 — Макс Складановський, німецький винахідник і один з перших кіновиробників. Разом з братом Емілем винайшов апарат для зйомки і проєкції фільмів Біоскоп (Bioskop).
- 1869 — Ганс Пельціг, німецький архітектор, художник і сценограф.
- 1870 — Франц Легар, угорський композитор і диригент.
- 1901 — Саймон Кузнець, американський економіст, лауреат Нобелівської премії з економіки 1971.
- 1916 — Клод Шеннон, американський електротехнік і математик.
- 1932 — Василь Шевчук, український письменник.
- 1946 — Карл XVI Густав, король Швеції.
- 1956 — Ларс фон Трієр, данський кінорежисер та сценарист.
- 1970 — Сергій Наєв, український воєначальник, учасник російсько-української війни, Герой України.
- 1971 — Сергій Васіч, український військовослужбовець Збройних Сил України, учасник російсько-української війни, Герой України.
- 1990 — Мак Демарко, канадський співак та автор пісень.

## Померли

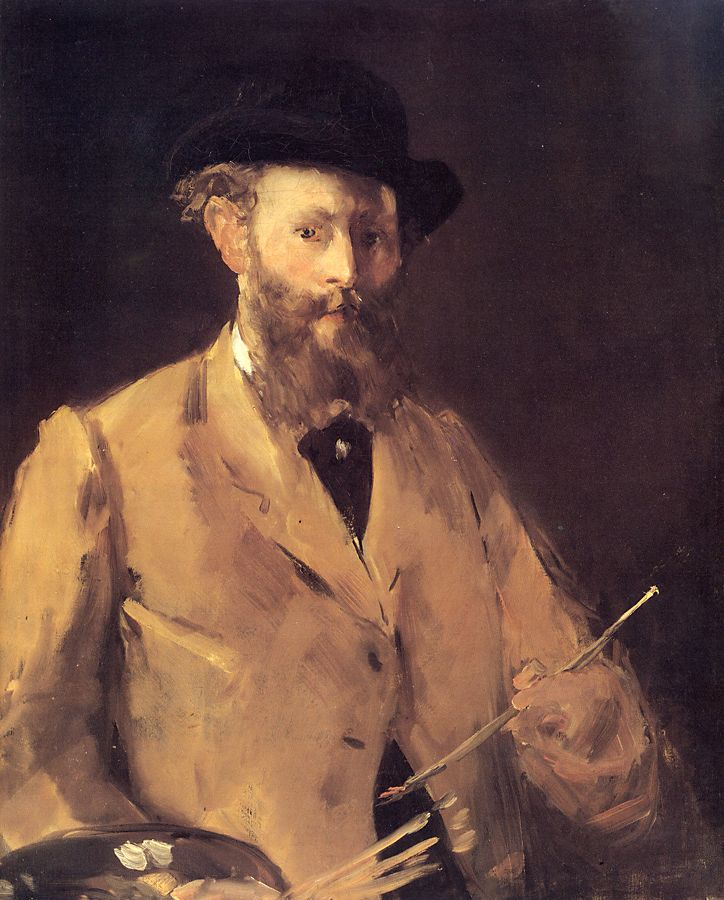
Автопортрет Едуара Мане (1879)

Дивись також Категорія:Померли 30 квітня
- 1671 — Петар Зринський, хорватський політик і громадський діяч. Бан Хорватії у 1664–71 роках.
- 1671 — Фран Крсто Франкопан, хорватський політик, громадський діяч і поет.
- 1758 — Франсуа д'Аженкур, французький композитор, клавесиніст та органіст.
- 1790 — Самуель Гейнике, німецький сурдопедагог, винахідник способу навчання глухонімих.
- 1883 — Едуар Мане, французький художник-імпресіоніст.
- 1941 — Едвін Портер, американський кінорежисер, оператор, продюсер і сценарист.
- 1945 — в бункері, під Райхсканцелярією наклали на себе руки лідер нацистської Німеччини Адольф Гітлер та його дружина Єва Браун.
- 1983 — Мадді Вотерс, американський блюзовий співак, гітарист і автор пісень.
- 1989 — Серджо Леоне, італійський кінорежисер, представник напрямку спагеті-вестерн.
- 2006 — Прамудья Ананта Тур, індонезійський письменник.
- 2007 — Грегорі Лемаршаль, французький співак.
- 2011 — Ернесто Сабато, аргентинський письменник, фізик, художник і правозахисник.
- 2015 — Бен Кінг, американський співак в стилі соул і R & B.
- 2022 — Мовчан Олексій Миколайович, командир, Герой України (2022).